# Красногірське (Пологівський район)
Красногі́рське —  село в Україні, у Гуляйпільській міській громаді Пологівського району Запорізької області. Населення становить 27 осіб. До 2017 орган місцевого самоврядування - Успенівська сільська рада.

## Географія
Село Красногірське знаходиться на правому березі річки Янчур, вище за течією на відстані 1 км розташоване село Привільне, нижче за течією на відстані 3,5 км розташоване село Привілля, на протилежному березі - село Рибне.

## Історія
12 червня 2020 року, відповідно до розпорядження Кабінету Міністрів України № 713-р «Про визначення адміністративних центрів та затвердження територій територіальних громад Запорізької області», увійшло до складу Гуляйпільської міської громади.
19 липня 2020 року, у результаті адміністративно-територіальної реформи та ліквідації Гуляйпільського району, село увійшло до складу Пологівського району.
22 червня 2023 року рішенням Національної комісії зі стандартів державної мови віднесено до списку населених пунктів, які «можуть не відповідати лексичним нормам української мови», зокрема стосуватися «російської імперської чи колоніальної політики». Громаді рекомендовано обґрунтувати доцільність збереження поточної назви або запропонувати нову назву в установленому законодавством порядку.

## Населення
Згідно з переписом УРСР 1989 року чисельність наявного населення села становила 43 особи, з яких 20 чоловіків та 23 жінки.
За переписом населення України 2001 року в селі мешкало 27 осіб. 100 % населення вказало своєю рідною мовою українську мову.